# Lethrus bulbocerus
Lethrus bulbocerus is een keversoort uit de familie mesttorren (Geotrupidae). De wetenschappelijke naam van de soort werd in 1845 gepubliceerd door Johann Gotthelf Fischer von Waldheim.